# Cossonay-Penthalaz
Cossonay-Penthalaz (fra: Gare de Cossonay-Penthalaz) – stacja kolejowa w Penthalaz, w kantonie Vaud, w Szwajcarii. 
Znajduje się na Jurafusslinie i obsługuje również pobliską miejscowość Cossonay, z którą jest połączona za pomocą kolei linowo-terenowej.
Przy stacji istnieje 66 miejsc parkingowych.

## Historia
Stacja została otwarta w 1855 i nosi nazwę Penthalaz-Cossonay. Jednakże, ze względu na znaczenie głównej miejscowości, została nazwana Cossonay w 1913. Przez wiele lat zmieniano nazwę stacji.
W roku 1897, aby połączyć miejscowość Cossonay ze stacją, wybudowano kolej linowo-terenową.
W 2007 roku stacja nadal nazywała się Cossonay. Obecnie stacja znajduje się fizycznie na terytorium Penthalaz.

## Linie kolejowe
- Jurafusslinie